# 騎馬隊
騎馬隊（きばたい、cavalry）とは、馬に乗って行動する隊（一団）のこと。特に騎兵隊のこと。

## 概説
騎馬隊とは、馬に乗って行動する隊（一団）のことである。
戦争では、刀剣・槍・銃などで武装した者を隊にしたもの。騎馬隊は、歩兵と比較して高い機動力・衝力を誇る。
古代には騎馬民族は大きな勢力となった。遊牧民にとっては騎乗は基本技能であるためほぼ全軍が騎馬隊という例もある。
中世になると身分制度が発達し、身分の高い武人（騎士、武士など）が騎乗し、従者は歩兵として帯同した。
近代になると、身分にかかわりなく、戦争で有利に戦うためにさまざまな騎馬隊が編成された。戦争の歴史を辿ると様々な優れた騎馬隊があり、挙げるときりがないほどであるが、たとえば、ナポレオンのフランス胸甲騎兵、ロシアのコサック槍騎兵などは非常に高い戦力を誇り、敵から恐れられた。特に近世ヨーロッパの16世紀～17世紀においてフサリア（ポーランド槍騎兵）は最強の騎兵であり、ナポレオン時代においてフランス胸甲騎兵は最強の騎兵として恐れられた。
日本では、明治20年に秋山好古がフランスに渡り騎兵戦術を学び、日本のために近代的な騎馬隊を編成、日露戦争での日本の勝利に貢献することになった。
現代ではヨーロッパや米国などでは警察の騎馬隊（騎馬警官の隊）が群衆の統制などで活躍している。また、現代では、式典に華を添えたり、儀礼的な役割を果たしていることなども多い。

## 日本の騎馬隊

### 歴史
日本では俘囚（蝦夷）から乗馬と騎射の技術がもたらされ、和人も騎馬隊を組織するようになった。騎馬隊は古代日本の軍制が律令制に基づく軍団から国衙軍制へ転換して以降、軍事力の中心となった騎馬武者とその供（時代により従卒、武家奉公人と言われる）を基本単位として構成された部隊を指しており、公儀の戦闘は武士団＝騎馬隊のみが行うものと認識されていた。また騎乗の権利と技術を有する騎馬武者が正式な武士とみなされていた。しかし応仁の乱では戦力が不足したため、足軽などそれまでは武士と見なされない者が大量に動員され、戦闘要員として台頭しはじめた。
戦国時代以降、足軽が新たな戦闘力として認識されると、戦国大名の軍制は備を基本としたものへ変貌し、その中で騎馬隊は備の一隊として足軽隊の形成した前線の突破、又はそれらに対する逆襲が主な任務とされた。一備に配備される騎馬隊は20～50騎で編成されており、騎馬隊士の知行は200石から300石程度である。彼ら侍の軍役は自弁が原則である為、引き連れてゆく供（武家奉公人）は自身の援護に付く若党（1騎に対し1～2人）を除けば、槍持や小荷駄といった後方要員がその殆どを占めていた。
また、騎馬隊といえば、戦国期甲斐国の武田信玄の騎馬隊が有名であるが、これは古来から甲斐や信濃国に御牧が設置され騎馬の扱いに長けた者や馬の産地が多く甲斐の黒駒伝承に象徴されるイメージ的な要素や、かの地の馬が山岳機動に優れた能力を示したといった様々な説が唱えられている。

### 戦術
騎馬武者の戦闘法は平安時代までは蝦夷と同じく騎射が主体としていたが、騎馬武者同士の戦いは和弓による一騎討ちを主体とする個人戦であった。さらに治承・寿永の乱の頃より馬ごと相手にぶつかり、馬上で組み打ちを行い、落馬させて首を取るという新たな戦闘スタイルが登場する。
鎌倉時代まではそれでも流鏑馬に代表される様に騎射が主流であったが、南北朝時代には騎射が主力となった東国に対し、西国では薙刀や金砕棒、印地など馬を狙う武器・武術が発展し、東国勢を苦しませたとされる。
鎌倉時代後期から南北朝時代、南北朝時代から室町時代になると悪党・野伏などの出現により、この傾向は更に加速され、打物（接近戦用兵器）である太刀、薙刀、長巻、槍、鉞、金砕棒などをメインウェポンとする打物騎兵が出現した。中でも太刀・薙刀・長巻は大いに使われたと考えられるが、三尺を越える大太刀の使用は「太平記」に見えるもので35例、三尺を越える大薙刀も含めても40数例であり、南北朝時代の大きめの大刀と大太刀と大薙刀の流行は20数年間で終わっており、棒と金砕棒は「太平記」に見えるもので合せて８例と使用例が少なく、鉞も使用が少ない、槍もまだ使用が少なかった。また、薙刀や槍などの長柄武器を騎馬武者が使用する事は南北朝時代において一般的ではなかったという説もある。騎射騎兵も少数ではあるが南北朝期にはまだまだ存在した。甲冑も大鎧から胴丸・腹巻が主体となり、鞍の深さも浅いものへとなった。戦国時代に突入すると、騎馬武者の使用武器は鎌倉末期に成立し、南北朝期の戦乱で初めて登場した槍が第一となり、軍役にも装備するべき武器として記載される様になる。第二は薙刀である。もっとも、先述した様に侍は自弁である為、軍装に関してはかなりの自由裁量が認められており、弓・鉄砲又は槍の替わりに薙刀を武家奉公人に持たす事で様々な武器を扱った。
戦国時代の騎馬武者も当初は騎乗突撃をもって敵陣に突入していた様である。しかしこの時代には西国的な馬を狙う戦法が広まっており、足軽の増大と彼らが繰り出す対騎馬隊戦法（騎馬武者に対する長槍による槍衾、鉄砲隊による射撃は双方とも馬を狙う事が肝要とされている）により、後には東国でも馬から降りる徒戦が行われるようになった。しかしそれ以前、平安時代より騎馬武者は必要があれば下馬戦闘も行ってきたし、下馬戦闘が主流になった後も機会があれば騎乗突撃を行っているなど、相手の戦法によって柔軟に運用している。